# لورا ديفون
لورا ديفون (بالإنجليزية: Laura Devon)‏ هي مغنية وعارضة وممثلة أمريكية، ولدت في 23 مايو 1931 بشيكاغو في الولايات المتحدة، وتوفيت في 19 يوليو 2007 ببيفرلي هيلز في الولايات المتحدة.

## وصلات خارجية
- لورا ديفون على موقع IMDb (الإنجليزية)
- لورا ديفون على موقع أول موفي (الإنجليزية)
- لورا ديفون على موقع إن إن دي بي (الإنجليزية)
- لورا ديفون على موقع قاعدة بيانات الفيلم (الإنجليزية)